# Carlos Mazón
Carlos Mazón Guixot, né le 8 avril 1974 à Alicante, est un homme politique espagnol, membre du Parti populaire (PP). Il est président de la Généralité valencienne depuis 2023.
Il est haut fonctionnaire de la Généralité valencienne entre 1999 et 2007. Cette année-là, il entre à la députation d'Alicante, dont il est vice-président pendant deux ans sous la présidence de José Joaquín Ripoll. Il s'éloigne de la politique en 2009, étant sans succès candidat au Parlement valencien en 2015.
En 2019, il revient dans la vie politique et prend la présidence de la députation d'Alicante, sur décision de la direction nationale du PP. Celle-ci le soutient deux ans plus tard pour être président du PPCV. Il remporte la majorité relative aux élections régionales de 2023, dans un Parlement dominé par le bloc de droite, et s'entend peu après avec Vox pour former un gouvernement de coalition.

## Formation et débuts militants
Carlos Mazón Guixot naît le 8 avril 1974 à Alicante. Il est issu d'une famille aisée et connue dans la ville, son père — un hématologue reconnu — et son grand-père maternel ayant chacun une rue à leur nom.
Après un cursus secondaire dans un collège privé religieux, il intègre en 1992 l'université d'Alicante pour y étudier le droit. Militant des Nouvelles générations du Parti populaire (NNGG), il adhère au syndicat Programme 10, qui évolue de positions initialement progressistes à des postulats davantage conservateurs. Il en assume la présidence entre 1993 et 1997.
Au sein des NNGG, il siégera notamment au sein du comité directeur national, sous la présidence de Juanma Moreno. Il y fait la connaissance de Pablo Casado ou Santiago Abascal.

## Haut fonctionnaire de la Généralité valencienne
En 1999, Carlos Mazón entreprend son parcours politique, lorsque Eduardo Zaplana le nomme directeur général de l'Institut valencien de la Jeunesse (IVAJ). Il tente sans succès, deux ans plus tard, d'empêcher l'élection de Vicente Inglada, militant des Jeunesses socialistes, à la présidence du Conseil valencien de la Jeunesse.
Ce proche de Zaplana n'est pas écarté quand celui-ci quitte Valence pour intégrer le gouvernement espagnol. Ainsi, à la suite des élections régionales de 2003, il est confirmé au sein de la haute administration de la Généralité valencienne par Francisco Camps, comme directeur général du Commerce et de la Consommation. Ses compétences sont modifiées en 2005, quand il devient directeur général de la Consommation et de la Sécurité industrielle.

## Engagement dans la province d'Alicante puis retrait de la politique
Dans la perspective des élections municipales de 2007, Carlos Mazón et les proches de Zaplana comprennent que Camps aura les mains libres en cas de victoire et cherchent à se recycler. Lui-même vise ainsi un mandat à la députation provinciale d'Alicante mais ne peut s'y présenter via la liste du PP à Alicante puisque le maire, Luis Díaz Alperi (es), le refuse. Par l'entremise de  José Joaquín Ripoll, il postule donc au conseil municipal de Catral, dans la Vega Baja del Segura, occupant la deuxième place sur la liste du PP dans cette commune avec laquelle il n'a aucun lien. À la suite du scrutin, José Joaquín Ripoll, devenu président de la députation, le nomme quatrième vice-président, délégué aux Infrastructures.
À l'occasion du congrès du 19 octobre 2008 du Parti populaire de la Communauté valencienne (PPCV), il rejoint la commission exécutive, présidée par Francisco Camps, en qualité de secrétaire à la Formation, aux Études et aux Programmes. Il participe, juste après, à la guerre fratricide que se livrent les soutiens de Zaplana et les partisans de Camps pour la présidence du PP de la province d'Alicante : les « zaplanistes », dont il fait partie, appuient la candidature de José Joaquín Ripoll, alors que les « campsistes » soutiennent celle du maire de Benidorm, Manuel Pérez Fenoll (es),. Lui-même fait ainsi partie de la délégation qui accompagne Ripoll lors du dépôt de sa candidature au siège provincial du parti. Par cinq voix d'avance, Ripoll s'impose lors du vote des délégués le 14 décembre, Carlos Mazón devenant vice-secrétaire général au sein de la nouvelle direction.
Il accepte, à l'été 2009, la proposition du président de la chambre de commerce d'Alicante de devenir le directeur général de cette institution. Ce recrutement est rendu public le 27 octobre suivant, aussi le même jour, un comité directeur provincial extraordinaire du PP d'Alicante se réunit pour acter le remplacement de Carlos Mazón par Miguel Ortiz (es) comme vice-secrétaire général. Il démissionne le lendemain de la direction du PPCV, et continue de siéger à la députation comme député sans délégation.

## Retour en politique

### Président de la députation d'Alicante
Pour les élections régionales de 2015, Eduardo Zaplana défend auprès du président de la Généralité et du PPCV, Alberto Fabra, la présence de Carlos Mazón sur la liste des candidats au Parlement valencien dans la circonscription d'Alicante. Le président provincial du PP, José Císcar, obtient qu'il n'occupe pas une position de premier plan, ce qui empêche son élection puisqu'il occupe la 13e position sur une liste qui n'obtient que 11 sièges. Pour le congrès du Parti populaire de 2018, il soutient la candidature du futur vainqueur, Pablo Casado, là où les dirigeants du parti dans la Communauté valencienne appuient celle, finalement défaite, de Soraya Sáenz de Santamaría.
Il décline, à l'approche des élections municipales de 2019, l'offre de Fran Hervías (es) d'intégrer le parti Ciudadanos (Cs) et de se présenter sous ses couleurs à la mairie d'Alicante. À la même période, le secrétaire général du PP, Teodoro García Egea, le convoque au siège national — sur recommandation de la députée « zaplaniste » Macarena Montesinos (es) — et lui propose de revenir en politique. Ayant obtenu que le président de la députation d'Alicante, César Sánchez (es), se présente aux élections législatives et renonce à ses responsabilités provinciales, la direction nationale fait de Carlos Mazón son candidat à la présidence de l'institution.
Élu au conseil municipal d'Alicante, en deuxième position sur la liste du maire sortant, Luis Barcala (es), Carlos Mazón est porté le 19 juillet 2019 à la présidence de la députation grâce au soutien des deux députés membres de Ciudadanos, obtenant ainsi 16 voix favorables sur 31. Un an plus tard, il se présente à la présidence du PP de la province d'Alicante, pour laquelle il est proclamé candidat unique le 23 juin 2020 avec plus de 3 000 parrainages de militants. Le 20 juillet 2020, à l'occasion du XVe congrès, il est élu président par 98 % des suffrages exprimés et 85 % de participation parmi le millier de délégués des militants.
Comme président de la députation, la seule des trois de la région valencienne gouvernée par le Parti populaire, il se révèle un critique virulent des politiques mises en œuvre par la coalition du président de la Généralité valencienne, le socialiste Ximo Puig, en professant les postulats classiques du PP. Il s'oppose au décret de politique linguistique, se fait grand défenseur du transfert des eaux entre le Tage et le Segura, et se prononce en faveur de la gestion privée des écoles et des établissements de santé.

### Président du Parti populaire de la Communauté valencienne
Carlos Mazón est pressenti, au printemps 2021, pour remplacer Isabel Bonig comme président du Parti populaire de la Communauté valencienne (PPCV), ce qui pousse celle-ci à renoncer à se succéder lors du congrès à venir. Bénéficiant du soutien de la direction nationale, il annonce sa candidature le 7 mai à Valence et que María José Català sera sa secrétaire générale. 
Il récolte plus de 11 000 parrainages de militants et fait face à un autre candidat, le maire d'Ayora, José Vicente Anaya. Lors du vote des militants, organisé le 4 juin, il recueille 95,55 % des suffrages exprimés, contre 4,05 % à son concurrent. Le 3 juillet suivant, il est effectivement élu président du PPCV : sa liste pour le comité exécutif — qui propose bien María José Català au secrétariat général — remporte 99,6 % des suffrages exprimés lors d'un congrès auquel assistent Pablo Casado et Teodoro García Egea. Il avait cédé, le 17 juin précédent, la présidence du PP d'Alicante au maire de Benidorm, Toni Pérez, à l'occasion d'une réunion du comité directeur provincial.

### Président de la Généralité valencienne

#### Élections de 2023 et pacte avec Vox
Le 30 janvier 2023, Carlos Mazón indique qu'il sera candidat aux élections régionales du 28 mai dans la circonscription d'Alicante, alors que la tradition du Parti populaire voulait jusqu'à présent que le chef de file du parti postule dans la circonscription de Valence. Ce n'est cependant pas la première fois qu'une telle situation se produit dans la communauté autonome, puisque le président en poste, Ximo Puig, s'est par exemple présenté en 2015 et 2019 dans la circonscription de Castellón.
Il fait campagne notamment autour de la « bataille linguistique », revendiquant le droit des parents à « choisir la langue » dans laquelle leurs enfants sont éduqués, alors que depuis 2018 la loi impose aux établissement scolaires de donner au moins 25 % des cours en valencien. Dès son accession à la présidence régionale du PP, il avait relancé la stratégie anticatalaniste et blavériste mise en sommeil par sa prédécesseure Isabel Bonig et qui avait échoué lors des élections de 2015. À quelques jours du scrutin, les sondages n'indiquent pas de vainqueur clair, estimant les blocs de gauche et de droite capables de remporter chacun la majorité avec une courte avance. Au soir du scrutin, les partis de droite obtiennent la majorité absolue des sièges avec 53 députés sur 99 : le Parti populaire — attirant la quasi-totalité de l'électorat de Ciudadanos — redevient le premier parti de la communauté autonome avec 40 sièges et aura besoin du soutien des 13 élus remportés par Vox pour gouverner à nouveau la Généralité valencienne.
Le 13 juin, à l'issue du premier entretien avec Vox, le Parti populaire annonce, de manière inattendue, avoir conclu un accord de principe pour former un gouvernement de coalition, qui prévoit que Vox occupera la présidence du Parlement. Le chef de file de Vox, Carlos Flores, dont la présence au sein de l'exécutif était rejetée par la direction nationale du PP en raison de sa condamnation pour violence conjugale en 2002, renonce à cette occasion à toute participation à la coalition pour se présenter aux élections générales anticipées du 23 juillet. L'accord repose sur un texte d'environ 200 mots et cinq axes majeures, dont la rédaction relève, selon La Sexta, de l'« infantilisme » et de lapalissades, évoquant par exemple « [L'axe de] la santé et des services sociaux, pour renforcer la santé publique et les services sociaux » ou « [L'axe des] symboles de notre identité, pour défendre et retrouver les symboles de notre identité ». Les deux partis se sont entendus sur l'abrogation de la loi régionale de mémoire historique de 2017 – elle condamne le franquisme et prend en charge l'exhumation des quelque 600 fosses communes de la guerre civile répertoriées dans la communauté de Valence – et le remplacement de la législation contre les violences de genre par une autre, contre les violences intrafamiliales – une exigence de Vox qui s'inscrit dans sa bataille culturelle contre le féminisme. 

#### Investiture
La conférence des porte-paroles du Parlement valencien ratifie, le 10 juillet, la proposition du bureau d'organiser le débat d'investiture de Carlos Mazón le 13 juillet, et de le tenir sur une seule journée. Le 12 juillet, Carlos Mazón renonce à la présidence de la députation d'Alicante.
Le lendemain, il prononce son discours de politique générale, dans lequel il annonce qu'il supprimera l'impôt sur les successions, qu'il réduira de la partie décentralisée de l'impôt sur le revenu, qu'il mettra fin à l'évaluation de la maîtrise du valencien par le personnel sanitaire, qu'il proposera une nouvelle loi relative aux symboles d'identité, et que les compétences relatives aux politiques d'égalité entre les femmes et les hommes resteront exercées par un vice-président du Conseil de la Généralité valencienne. Il est ensuite élu président de la Généralité valencienne par 53 voix pour et 46 voix contre : il bénéficie comme prévu du soutien du PP et de Vox face à l'opposition du Parti socialiste et de Compromís.

#### Mandat
Carlos Mazón prête serment le 17 juillet 2023 lors d'une cérémonie dans l'hémicycle du Parlement valencien. Si aucun ministre du gouvernement espagnol n'est présent, assistent à son assermentation la présidente de la communauté de Madrid Isabel Díaz Ayuso, la secrétaire générale du Parti populaire Cuca Gamarra, les présidents des députations provinciales d'Alicante et de Castellón, les maires d'Alicante et de Castellón de la Plana. Il dévoile le 19 juillet 2023 la composition de son gouvernement de neuf membres, dont deux vice-présidents, au sein duquel siège l'ancienne secrétaire d'État Susana Camarero, qui obtient notamment les compétences en matière d'égalité, et l'ancienne porte-parole parlementaire de Ciudadanos Ruth Merino. L'exécutif prête serment et entre en fonction le même jour.
Vox rompt la coalition le 11 juillet 2024, s'opposant à la répartition de quelques centaines de mineurs non accompagnés avec l'accord des présidents de communauté autonome issus du PP. Le soir-même, Carlos Mazón renvoie les membres de son gouvernement issus de Vox puis il procède le lendemain à un remaniement de son exécutif par lequel il supprime une vice-présidence, un département et réorganise les compétences de six autres départements.

##### Inaction présumée lors des inondations meurtrières du 29 octobre 2024
Sa responsabilité est mise en cause dans les inondations à Valence de l'automne 2024 qui ont fait des centaines de morts et disparus. Il est fortement reproché au gouvernement régional d’avoir mis trop de temps avant de prévenir la population des risques provoqués par des précipitations massives, puis d'avoir attendu quatre jours avant de demander l'aide du gouvernement national. De plus, les secours étaient lents et désorganisés, notamment en raison de la réduction, quelques mois seulement après sa prise de fonction, de près de 40 % du budget alloué à l’environnement, au climat et à la prévention des risques, et de la suppression de l'unité valencienne de réponse aux urgences. Il est ainsi conspué par la foule, au côté du président du gouvernement Pedro Sánchez, lors d’une visite du couple royal dans les zones sinistrées le 3 novembre. Une manifestation à Valence le 9 novembre réunit 130 000 personnes — selon la délégation du gouvernement — avec des slogans appelant à sa démission. Depuis, le 29 de chaque mois, une manifestation réclame la démission de Mazón. Le 29 mars, « la sixième [manifestation] depuis les inondations, était convoquée par 200 associations et syndicats, notamment du secteur des services d’urgence. Elle a rassemblé près de 25 000 manifestants, selon la Délégation du gouvernement espagnol (préfecture) ».